# LOT Polish Airlines

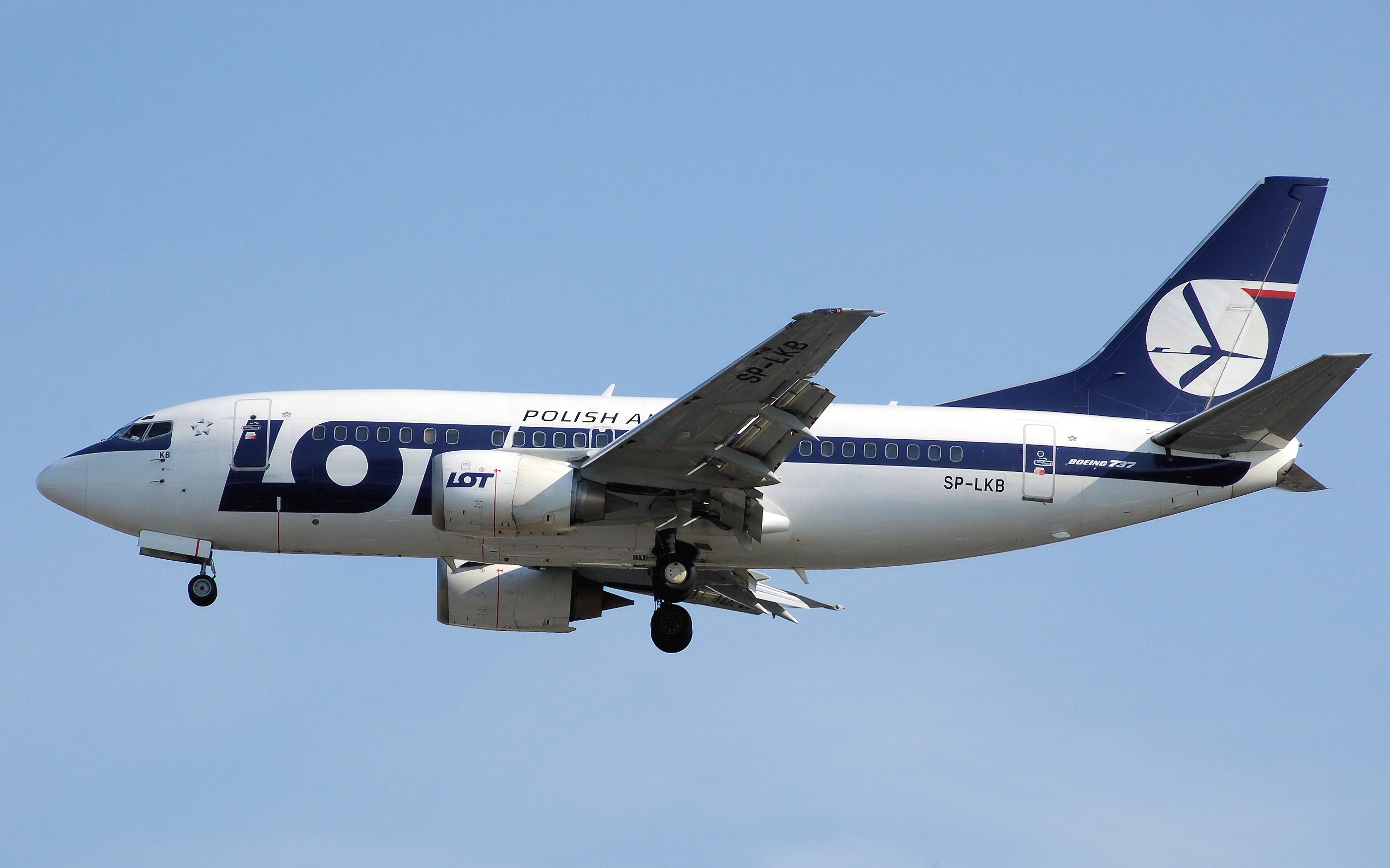
Máy bay Boeing 737-500.

LOT Polish Airlines hoặc LOT (tiếng Ba Lan: Polskie Linie Lotnicze LOT, viết tắt PLL LOT) (mã IATA: LO, mã ICAO: LOT) là Hãng hàng không quốc gia Ba Lan, trụ sở tại Warszawa. LOT được thành lập từ ngày 1.1.1929, là một trong các hãng hàng không kỳ cựu nhất thế giới. LOT hiện có các tuyến đường bay nội địa từ Warszawa tới 10 thành phố và trên 50 tuyến đường bay quốc tế. LOT dùng Sân bay Frederic Chopin Warszawa làm phi trường căn cứ. LOT do chính phủ Ba Lan nắm 67,97% vốn, SAirlines B.V (thành viên của SAirGroup, Thụy Sĩ) 25,1% và các nhân viên 6,93%).

## Lịch sử

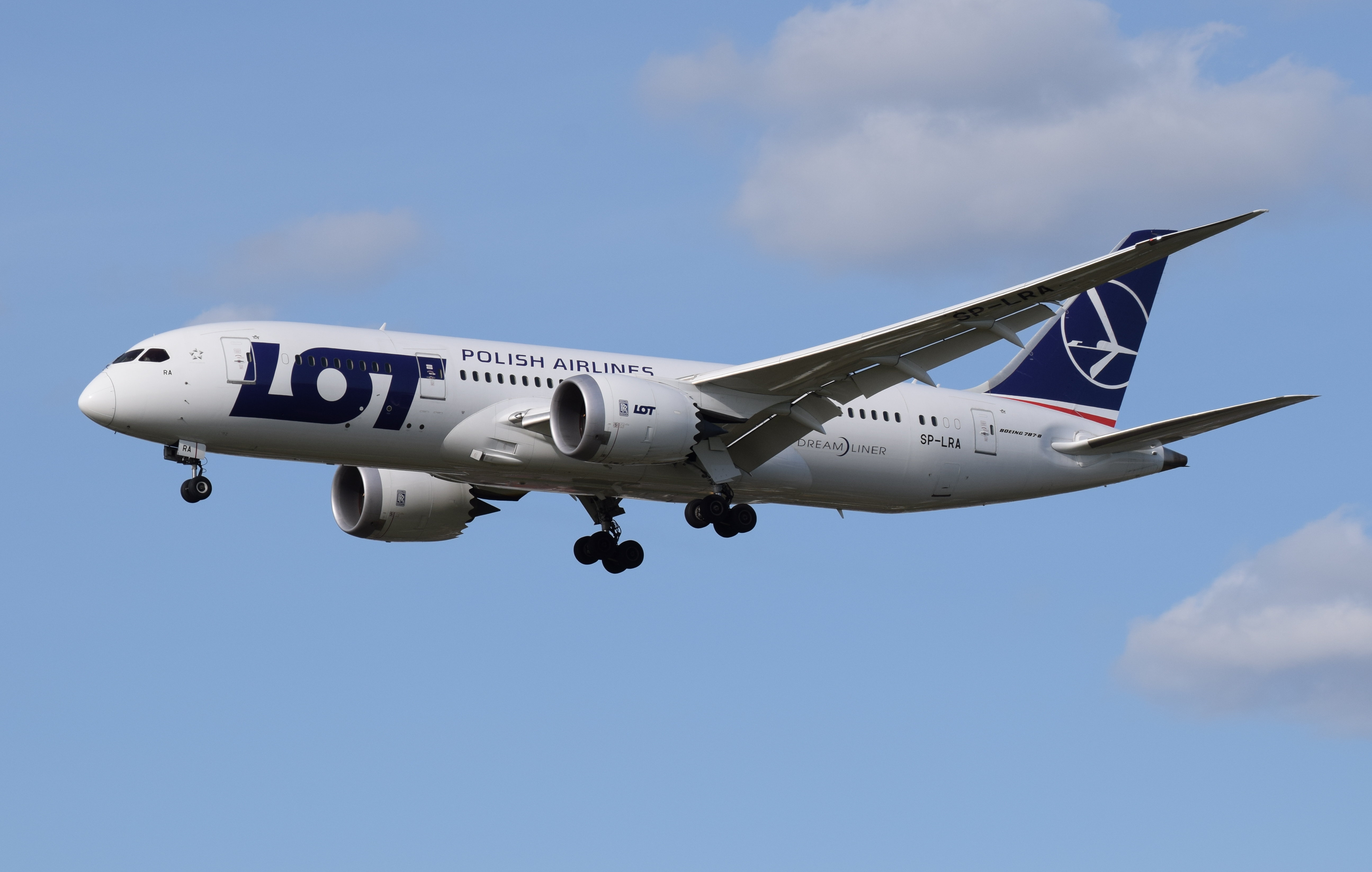
Boeing 787-8 hạ cánh tại Sân bay Heathrow

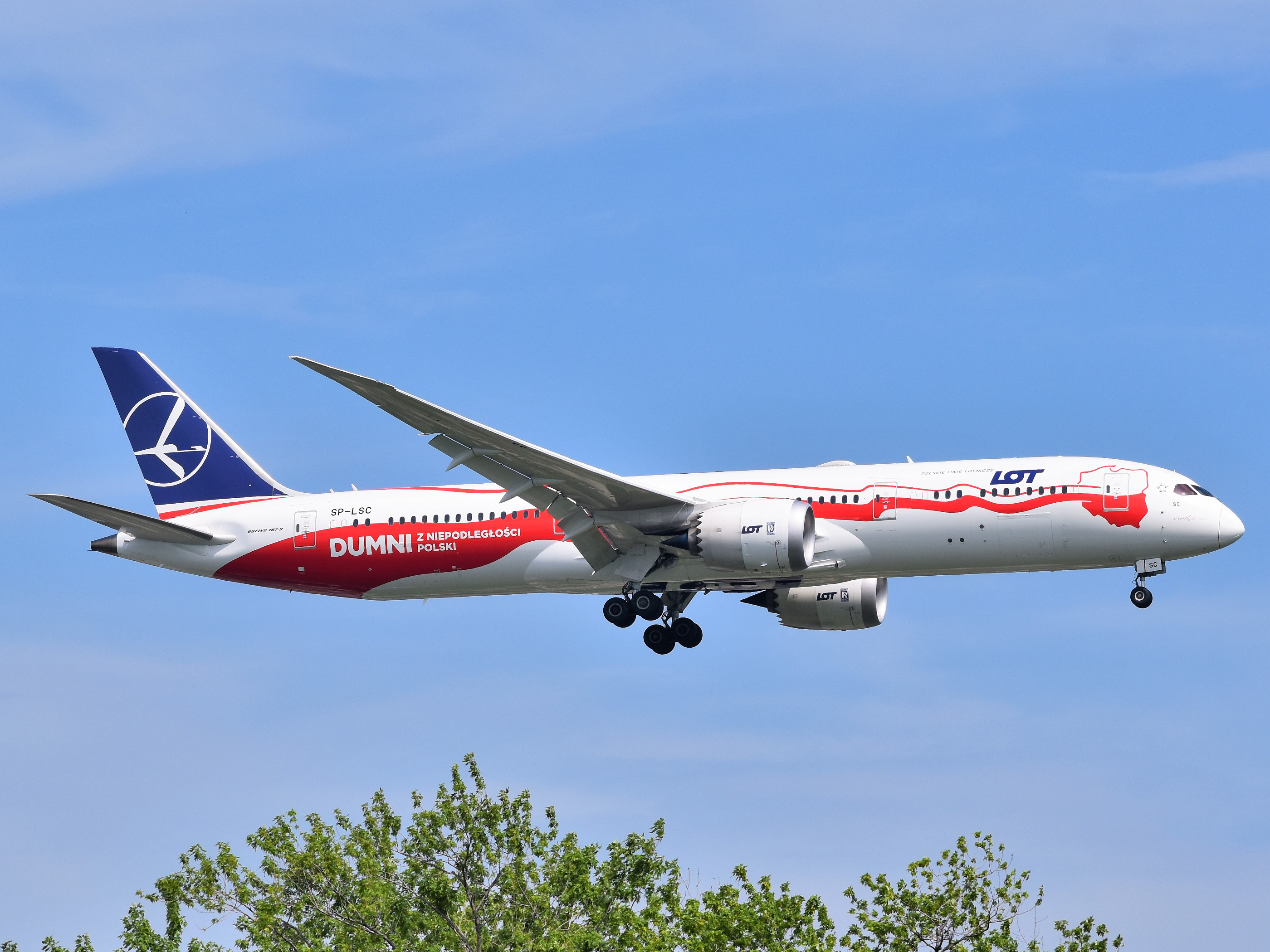
Boeing 787-9 với biểu tượng "Dumni z niepodległości Polski" (Tự hào về nền độc lập Ba Lan) hạ cánh tại Sân bay quốc tế John F. Kennedy

- Năm 1928, Phân ban hàng không dân sự của Bộ Giao thông Ba Lan quyết định giải thể 2 công ty hàng không tư nhân Aero và Aerolot. Ngày 28.12.1928, Bộ lập Công ty hàng không quốc gia Linie Lotnicze LOT Sp.z o.o.
- 1.1.1929 thêm tính từ Polskie vào tên công ty. Công ty bắt đầu hoạt động với các máy bay Junkers F.13 và Fokker F.VII. Ngày 2.8.1929 chuyến bay quốc tế đầu tiên tới Viên.[3]
- Năm 1930, công ty gia nhập Hiệp hội Vận tải Hàng không Quốc tế (IATA).[4], được nhận mã LO. Ngày 1.4.1930 mở đường bay quốc tế tới Bucharest, sau đó là Berlin, Athens, Beirut, Helsinki, Roma
- Năm 1935 mua loại máy bay Douglas DC-2
- Năm 1936 mua loại máy bay Lockheed L-10A Electra
- Năm 1938 mua loại máy bay L-14H Super Electra
- LOT ngưng hoạt động trong thời kỳ Chiến tranh thế giới thứ hai
- Ngày 10.3.1945, chính phủ Ba Lan tái lập Công ty hàng không LOT. Ngày 1.4.1945, LOT tái mở các tuyến đường trong nước. Ngày 11.5.1945, LOT tái lập các tuyến đường quốc tế tới Berlin, Paris, Stockholm, Praha bằng 10 máy bay Lisunov Li-2 và 9 máy bay Douglas DC-3
- Tháng 7/1947 LOT mua 5 máy bay SNCASE SE.161 Languedoc
- Tháng 7/1949 LOT mua 5 máy bay Ilyushin II-12B
- Năm 1955 - 1957 LOT mua 13 máy bay Ilyushin II-14. Tháng 10/1957, LOT mua 5 máy bay Convair 240
- Tháng 5/1961, LOT nhận 9 máy bay IL-18 của Liên Xô
- Tháng 11/1962 LOT mua 3 máy bay Vickers Viscount
- Tháng 4/1966, LOT nhận 20 máy bay cũ An-24 của Liên Xô
- Tháng 11/1968, LOT nhận 12 máy bay cũ Tu-134 của Liên Xô
- Tháng 5/1972, LOT mua loại máy bay IL-62
- Cuối thập niên 1980, LOT mua loại máy bay Tupolev Tu-154
- Tháng 4/ 1989, LOT mua loại máy bay Boeing 767-200ER
- Tháng 9/1991, LOT mua loại máy bay ATR 72-200
- Tháng 12/1992, LOT mua máy bay Boeing 737-500
- Tháng 4/1993, LOT mua máy bay Boeing 737-400
- Ngày 17.12.1996, LOT lập Công ty con EuroLOT bay các tuyến đường trong nước
- Tháng 12/2004, LOT lập Công ty con giá rẻ Centralwings
- Năm 2008, LOT mở chuyến bay mới đến Bắc Kinh. Tuy nhiên, chuyến bay này chỉ kéo dài một tháng, trong giai đoạn trước Thế vận hội. Lý do không thể tiếp tục khai thác là do chuyển tuyến máy bay qua một hành lang hàng không đến phía nam của Kazakhstan (vì LOT không được chính phủ Nga cấp phép cho các chuyến bay qua Siberia) khiến đường bay quá dài và do đó không có lợi.
- Tháng 10/2010, LOT nối lại các chặng bay đi Châu Á bắt đầu bằng chuyến bay Warszaw - Hà Nội tần suất 3 chuyến/tuần.
- 31/5/2010, Giám đốc điều hành của LOT Sebastian Mikosz tuyên bố rằng hãng hàng không sẽ thay thế đội bay của mình vào năm 2011.
- 5/2/2011, Giám đốc điều hành mới của LOT Marcin Piróg, thông báo rằng hãng đang xem xét mở các chuyến bay đến Baku, Sochi, Stuttgart, Oslo, Gothenburg, Dubai, Kuwait, Ostrava.
- Giai đoạn 2010-2011, LOT cũng đã công bố chính sách mở rộng đường bay mới 'Đông gặp Tây', theo đó hãng đã thêm một số điểm đến châu Á mới vào lịch trình của mình trong những năm tới.
- Tháng 5/2018, LOT bắt đầu các chuyến bay chuyến đường dài đến NewYork, Chicago, Budapest.
- 24/1/ 2020, Chủ sở hữu của LOT, Tập đoàn Hàng không Ba Lan (Polska Grupa Lotnicza hoặc PGL) thông báo rằng họ sẽ mua lại Condor Flugdienst.
- Công ty đã tạm ngừng hoạt động vào ngày 16/3/2020 do đại dịch Covid-19 và các chuyến bay nội địa Ba Lan chỉ khởi động lại vào ngày 1/6/2020, trong khi các chuyến bay quốc tế được nối lại rất hạn chế từ ngày 1/7/2020.

## Các công ty con
- EuroLOT (37,9%)

## Đội máy bay

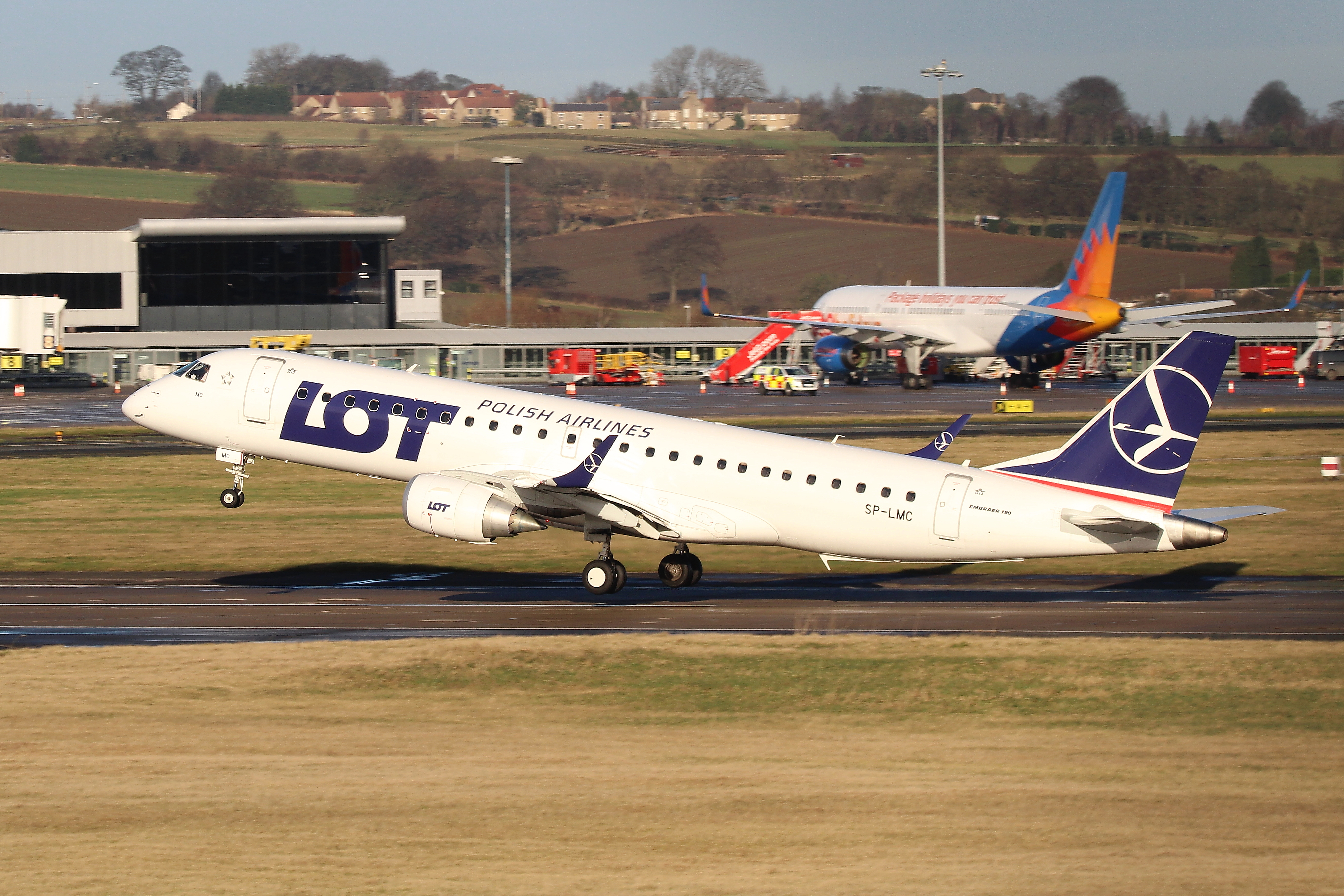
Embraer E-190 cất cánh tại Sân bay quốc tế Leeds Bradford

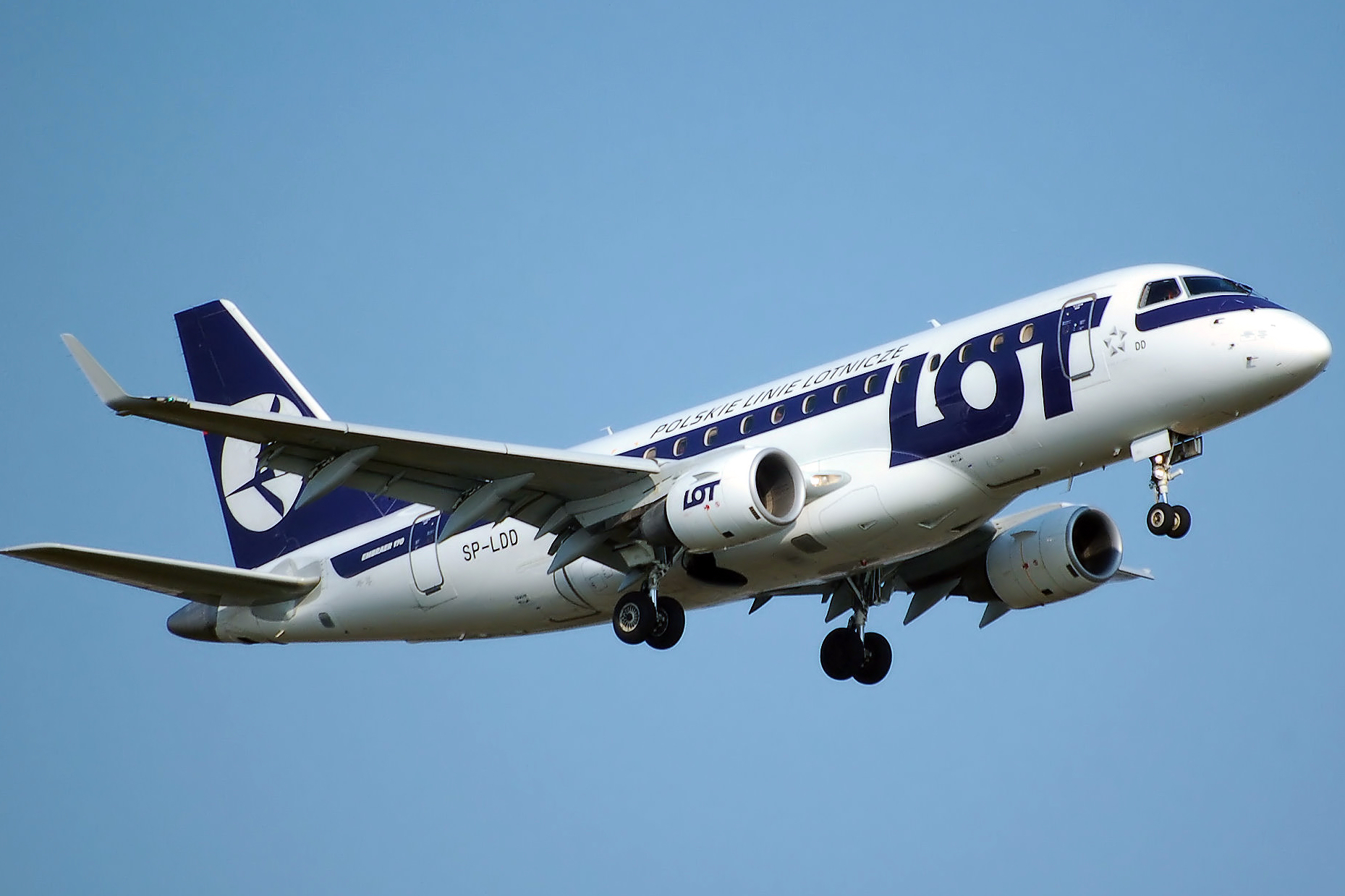
Embraer E-170.

Tính đến tháng 5/2021:  Lưu trữ ngày 21 tháng 8 năm 2008 tại Wayback Machine

Ngày 7.9.2005 hãng đặt mua 7 (+2 ưu tiên chọn) Boeing 787-8 và sẽ được giao trong năm 2008. LOT Polish Airlines sẽ là hãng đầu tiên ở châu Âu sử dụng loại máy bay 787-8.
Ngày 19.2.2007 hãng chuyển 1 quyền ưu tiên chọn sang đặt mua Boeing 787, như vậy là 8 máy bay tất cả.

## Đội máy bay ngưng hoạt động

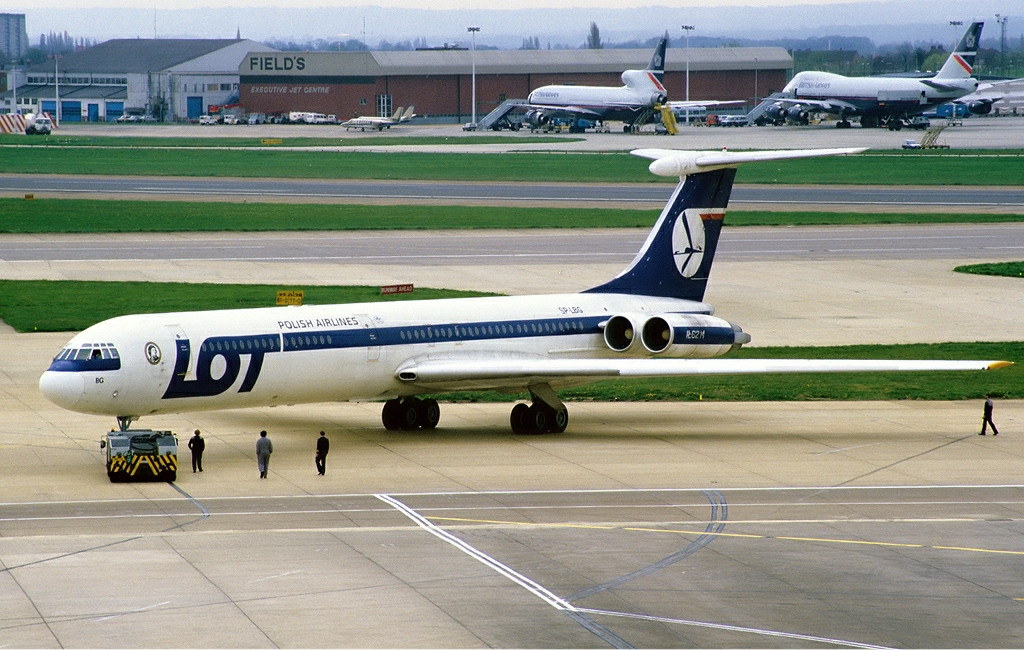
Ilyushin Il-62 ở sân bay quốc tế Heathrow

- Ilyushin Il-62 ở sân bay quốc tế HeathrowIlyushin Il-62
- Ilyushin Il-14
- Tupolev Tu-154
- Tupolev Tu-134
- Ilyushin Il-18
- Convair 240
- Antonov An-24
- Ilyushin Il-12
- C-47 Skytrain
- Vickers Viscount
- Lisunov Li-2
- Junkers F.13
- Douglas DC-2
- Douglas DC-10
- Lockheed L-10 Electra
- Fokker F.VII
- Lockheed L-14 Super Electra

## Các nơi đến

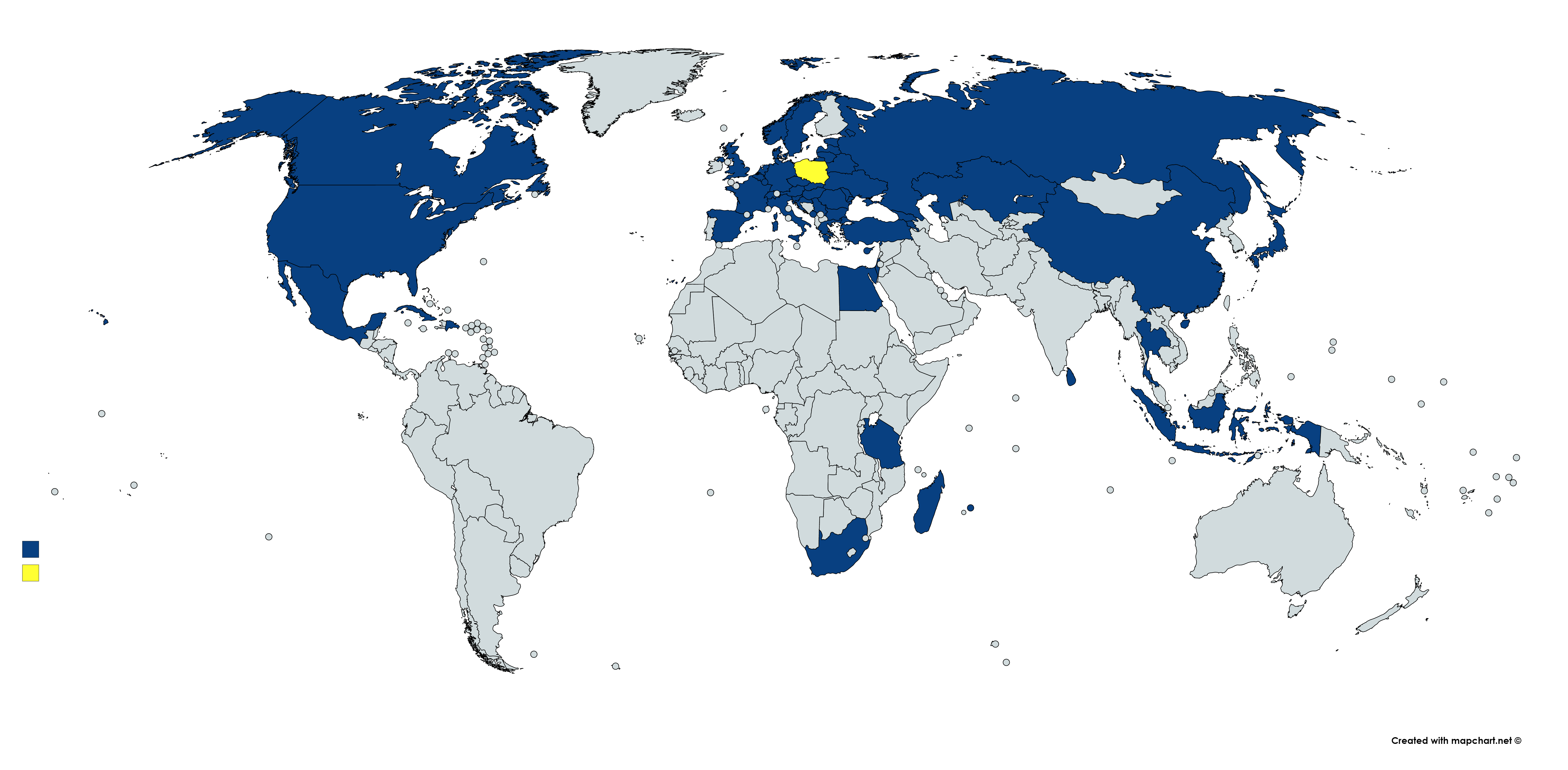
Những quốc gia được LOT Polish Airlines khai thác, được đánh dấu màu xanh dương đậm

### Châu Á
- Armenia

- Yerevan

- Gruzia

- Tbilisi

- Trung Quốc

- Bắc Kinh

- Israel

- Tel Aviv

- Síp

- Nicosia

- Liban

- Beirut

- Việt Nam

- Hà Nội
- Thành phố Hồ Chí Minh
- Thuê chuyến : Phú Quốc

### Châu Âu
- Hy Lạp

- Athens

- Hungary

- Budapest

- Ý

- Roma
- Milano
- Torino
- Venezia

- Latvia

- Riga

- Litva

- Vilnius

- Na Uy

- Oslo

- Hà Lan

- Amsterdam

- Áo

- Viên

- Belarus

- Minsk

- Bulgaria

- Sofia

- Cộng hòa Síp

- Larnaca

- Cộng hòa Séc

- Praha

- Đan Mạch

- Copenhagen

- Estonia

- Tallinn

- Phần Lan

- Helsinki

- Pháp

- Paris
- Lyon
- Nice

- Đức

- Berlin
- Düsseldorf
- Frankfurt
- Hamburg
- Hanover
- München
- Stuttgart

- Ba Lan

- Bydgoszcz
- Gdansk
- Lódz
- Katowice
- Kraków
- Poznan
- Rzeszów
- Szczecin
- Warszawa
- Wroclaw
- Zielona Góra

- România

- Bucharest

- Nga

- Moskva
- Kaliningrad
- Sankt-Peterburg

- Slovenia

- Ljubljana

- Tây Ban Nha

- Barcelona
- Madrid

- Thụy Điển

- Stockholm

- Thụy Sĩ

- Geneva
- Zürich

- Thổ Nhĩ Kỳ

- Istanbul

- Anh

- London

- Ukraina

- Lviv
- Kiev
- Odessa

### Châu Phi
- Ai Cập

- Cairo

### Bắc Mỹ
- Canada

- Toronto

- Hoa Kỳ

- Chicago
- New York
- Newark

## Các hạng dịch vụ

### Hạng phổ thông
_ Hành khách có thể mang theo một hành lý xách tay tối đa 8 kg và một hành lý ký gửi tối đa 23 kg.
_ Tất cả các ghế trong máy bay Boeing 787 đều được trang bị ổ cắm điện, cổng USB và hệ thống giải trí cá nhân
_ Ghế có thể ngả lưng thoải mái với chiều rộng mặt ghế 43 cm, vừa có tựa đầu điều chỉnh ở mỗi ghế, chăn gối.
_ Hệ thống giải trí trên máy bay với hơn 100 bộ phim và loạt phim (bao gồm các tác phẩm lấy cảm hứng từ các quốc gia mà hãng bay đến), cũng như các buổi hòa nhạc, chương trình giải trí và trò chơi.
_ Trong các chuyến bay đường dài, hành khách được phục vụ 2 bữa ăn: bữa đầu tiên sau khi máy bay cất cánh, bữa thứ hai trước khi hạ cánh.
_ Trong suốt chuyến bay, hành khách cũng được miễn phí đồ uống: cà phê, trà, nước và nước ép trái cây, cũng như rượu vang trắng và đỏ và bia. Ngoài ra, hành khách có thể sử dụng menu LOT Sky Bar trả phí của hãng bất cứ lúc nào.
_ Trên các chuyến bay đường ngắn hành khách được phục vụ nước và đồ ăn nhẹ.

### Hạng phổ thông đặc biệt
_ Được ưu tiên làm thủ tục tại quầy riêng và được soi chiếu an ninh tại cổng riêng
_ Hành khách được mời vào phòng chờ hạng Thương Gia tại sân bay Warsaw
_ Hành khách có thể  liên hệ cho LOT Contact Center và LOT Transfer Center nếu có nhu cầu
_ Được xách 2 kiện hành lí kí gửi tối đa 23 kg.
_ Tất cả các ghế trong máy bay Boeing 787 đều được trang bị ổ cắm điện, cổng USB và hệ thống giải trí cá nhân
_ Chỗ ngồi thoải mái rộng 50 cm với gối tựa đầu và chỗ để chân rộng có thể điều chỉnh cùng với bộ đồ dùng cá nhân hãng cung cấp
_ Trên các chuyến bay đi và đến từ Tokyo, Seoul, Bắc Kinh và Singapore có thể thử các món đặc sản lấy cảm hứng từ hương vị châu Á.
_ Trên các chuyến bay dưới 3 tiếng, hành khách được một bữa ăn nguội . Đồ uống có cồn và không cồn vẫn được phục vụ.
_ Trên các chuyến bay hơn 3 tiếng và các chuyến bay đến London, Paris, Moscow, Istanbul, Brussels và Nice, hành khách được một bữa ăn nguội dưới dạng salad khai vị; tráng miệng và một trong hai món nóng để lựa chọn. Đồ uống không cồn và có cồn vẫn được phục vụ.

## Liên danh (code sharing)
- Aegean Airlines
- Aeroflot
- Air Astana
- AirBaltic
- Air Canada
- Air China
- Air India
- Air Moldova
- Air New Zealand
- All Nippon Airways
- Asiana Airlines
- Austrian Airlines
- Belavia
- Croatia Airlines
- EgyptAir
- El Al (Israel)
- Lufthansa
- Luxair
- Scandinavian Airlines
- Singapore Airlines
- Swiss International Air Lines
- TAP Portugal
- Turkish Airlines
- United Airlines